# Gordien II
Pour les articles homonymes, voir Gordien.
Gordien II (en latin : Imperator Caesar Marcus Antonius Gordianus Sempronianus Romanus Africanus Augustus), dit aussi Gordien le Jeune (vers 192 - 12 avril 238), est empereur romain en 238, pendant la période dite de l'anarchie militaire.

## Biographie
En 238, Gordien Ier, âgé d'environ 78 ans, est proconsul de la province romaine d'Afrique proconsulaire, lorsque les propriétaires, lassés des impôts levés par Maximin le Thrace le désignent comme empereur. Immédiatement, du fait de son âge, il s'adjoint son fils Gordien II. Le Sénat romain ne tarde pas à les reconnaître.
Cependant en Numidie, province voisine de la Proconsulaire, le légat resté fidèle à Maximin le Thrace, lève une légion, affronte l'armée des Gordien dirigée par Gordien II, qui périt au combat, moins d'un mois après son arrivée au pouvoir. Son père Gordien Ier se suicide à cette nouvelle.
Son neveu maternel Gordien III sera à son tour nommé par le Sénat d'abord César (22 avril 238), puis seul empereur (29 juillet 238), après l'épisode transitoire des empereurs Maxime Pupien, à la tête des armées, et Balbin, chargé du maintien de l'ordre à Rome, qui furent assassinés par la garde prétorienne.

## Noms successifs
- Vers 192, naît Marcus Antonius Gordianus Sempronianus Romanus
- 238, accède à l'Empire : Imperator Caesar Marcus Antonius Gordianus Sempronianus Romanus Africanus